# Еліане Жардіні
Еліане Терезінья Жардіні (порт. Eliane Teresinha Giardini, нар. 20 жовтня 1952, Сан-Паулу, Бразилія) — бразильська акторка.

## Життєпис
Народилася у сім'ї італійця та португалки. Навчалася в Школі драматичного мистецтва Університету Сан-Паулу.
З 1973 до 1997 року Жардіні перебувала у шлюбі з колегою-актором Пауло Бетті, від якого народила двох доньок: Жуліану та Маріану.
На час виховання доньок, Еліане тимчасово відмовилася від акторської кар'єри, відновивши її лише у 1980-х роках.

## Кар'єра
Жардіні розпочала свою кар'єру на телебаченні у сімнадцять років. У театрі вона отримала кілька нагород за найкращу жіночу роль. Дебютувала на телеканалі Rede Globo в 1990 році в міні-серіалі «Desire».
В 1993 році Еліане досягла великого успіху, зігравши роль Доньї Патруа в мильній опері «Renascer». Ця роль принесла їй багато позитивних відгуків, і вона закріпила за собою статус однієї з найкрасивіших жінок країни.
В 1995 році вона з'явилася у комедійному амплуа в мильній опері «Вибух Корасао», зігравши роль циганки Лоли.
В 1997 році Жардіні зіграла Санту Марію в «Індомаді», одного з найяскравіших персонажів сюжету. Того ж року вона отримала нагороду за найкращу жіночу роль на кінофестивалі в Грамадо за фільм «O Amor Está no Ar».
В 1999 році Еліане зіграла в «Andando nas Nuvens», чуттєвого вчителя танців.
В 2001 році вона зіграла графиню Гуваріньо в міні-серіалі «Os Maias», заснованому на творі «Eça de Queirós». Того ж року вона зіграла Назіру в серіалі «Клон», персонажа, який приніс їй нагороду за найкращу жіночу роль від Асоціації мистецтвознавців Сан-Паулу
.
В 2003 році акторка зіграла одну з головних героїнь в міні-серіалі «A Casa das Sete Mulheres», донью Каетану, національну ікону в історії Бразилії. В 2005 році вона зіграла роль Viúva Neuta de América. Її героїня була дуже важливою в сюжеті і дуже сподобалася глядачам. Пара акторки з Діньо, персонажем Муріло Рози, часто затьмарювала головних героїв, і їх обидвох було визнано найкращою парою в телевізійній драмі того року
.
В 2006 році Жардіні зіграла подвійну роль, Єву Паділью/Есмеральду, у «Кобрах і Лагартос».
В 2007 році вона зіграла роль Пероли, однієї з головних героїнь «Eterna Magia», а в 2009 році — індіанку Індіру в «Caminho das Indias».
В 2010 році виконала роль Гелії Піменти у «Tempos Modernos», жінку зі складним темпераментом, яка закохана в Леала, персонажа, якого грає Антоніо Фагундес. Історія їхнього кохання є центральною темою мильної опери. У тому ж році він зняв свій перший короткометражний фільм «Filtro de Papel».
В 2011 році Жардіні зіграла театрального критика Сандру Герберт у фільмі «Лара ком Z».
В 2012 році, зіграла комічного персонажа Мурісі Араухо в «Avenida Brasil». Наступного року акторку взяли на роль у мильній опері «Amor à Vida», де вона зіграла Ордалію, матір головного героя Бруно, якого зіграв Мальвіно Сальвадор. В 2014 році, спеціально з'явилася в останньому сезоні «A Grande Família» в ролі Вільми.
В 2017 році вона зіграла комічну лиходійку Надію в «O Outro Lado do Paraíso», жінку-расистку, яка не погоджується на одруження її сина з чорношкірою жінкою, незважаючи на те, що вона погана, персонаж мав дуже комічний вигляд.
В 2021 році Жардіні знялася у «Amor de Mãe» (2020—2021) у ролі Віри, матері трьох дітей: Віторії (Таїс Араухо), Міранди (Дебора Ламм) і Наталії (Кларісса Кісте).
В 2023 році вона повернулася в «Terra e Paixão», зігравши лиходійку Агату.

## Фільмографія
Серіали
- Ninho da Serpente (в титрах: Lídia)
- Campeão (в титрах: Cristina)
- Vida Roubada (в титрах: Hilda)
- Меус Філос, Мінья Віда
- Uma Esperança no Ar (в титрах: Débora)
- Helena (в титрах Joana)
- Caso Verdade
- Desejo (в титрах: Lucinda)
- Felicidade (в титрах: Isaura)
- Renascer (в титрах: Dona Patroa/Yolanda)
- Incidente em Antares (в титрах: Eleutéria)
- A Comédia da Vida Privada (в титрах: Helena)
- Irmãos Coragem (в титрах: Estela)
- Engraçadinha (в титрах: Maria Aparecida)
- Você Decide
- Explode Coração (в титрах: Lola)
- A Indomada (в титрах: Santa Maria)
- Você Decide (в титрах: Sílvia)
- Mulher (в титрах: Anita)
- Hilda Furacão (в титрах: Berta)
- Babel Torre de Babel (в титрах: Wandona)
- Andando nas Nuvens (в титрах: Janete)
- Você Decide (в титрах: Ana)
- O Belo e As Feras (в титрах: Ludmila)
- Zorra Total (в титрах: Maria Rosa / Roxana)
- Os Maias (в титрах: The Countess de Gouvarinho)
- Os Normais (в титрах: Marta)
- Клон (в титрах: Nazira Rachid)
- A Casa das Sete Mulheres (в титрах: Caetana)
- Um Só Coração (в титрах: Tarsila do Amaral)
- América (в титрах: Viúva Neuta)
- JK (як Tarsila do Amaral)
- Cobras &amp; Lagartos (в титрах: Eva/Esmeralda)
- Eterna Magia (в титрах: Pérola)
- Capitu (в титрах: Dona Glória Santiago)
- India — A Love Story (в титрах: Indira Ananda)
- Tempos Modernos (в титрах: Hélia Pimenta)
- Нарешті, Que Querem як Mulheres? (в титрах Profª Noemi)
- Lara com Z (в титрах: Sandra Heibert)
- Проспект Бразилія (в титрах: Muricy Araújo)
- Amor à Vida (в титрах: Ordália Vianna)

Кіно
- О Salário da Morte
- O Amor Está no Ar
- Chatô
- Ума Віда Ем Сегредо
- Historias do olhar
- Ольга